# Adolf Lindgren (musikhistoriker)
Karl Adolf Lindgren, född 14 mars 1846 i Trosa, död 8 februari 1905 i Stockholm, var en svensk musikhistoriker och recensent. Han var ogift. Hans bror var lexikografen Erik Lindgren.

## Biografi
Lindgren påbörjade 1863 studier vid Uppsala universitet och tog 1873 filosofie kandidatexamen. Han inriktade sig på musikhistoria och skrev sedan 1874 recensioner i Aftonbladet. Han utgav 1880 tidningen Necken, var 1881–1884 redaktör för Svensk Musiktidning och medverkade i Ny Illustrerad Tidning, Nordisk Musiktidende (utgiven i Oslo) och olika tyska musiktidningar.
Han skrev artiklar om musik, musiker och musikhistoria i första upplagan av Nordisk familjebok under signaturen A.L. Många av artiklarna återanvändes i senare upplagor. Han lämnade biografiska uppgifter till Svenskt porträttgalleri: Tonkonstnärer och sceniska artister (1897) och till Ur svenska musikens häfder (1901), som ingår i Karl Valentins Populär allmän musikhistoria.
Lindgren översatte Shakespeares Lucretia (1876), Lobes Musikens katekes (1877) och flera operatexter. Som kritiker och författare fick han beröm för sina stora kunskaper, sin grundlighet och sin opartiskhet.